# レースム
レースム (ドイツ語: Reeßum) は、ドイツ連邦共和国ニーダーザクセン州のローテンブルク（ヴュンメ）郡に属す町村（以下、本項では便宜上「町」と記述する）で、ザムトゲマインデ・ゾットルムを構成する町村の一つである。

## 地理
この町は以下の集落からなる。
- レースム
- ターケン（ビットシュテットとプラーテンホーフを含む）
- クリューファースボルステル
- シュレーセル

## 行政

### 議会
この町の議会は11議席からなる。

### 紋章
赤地と白地に斜め格子状に4分割。上部は斜め十字に組み合わされた2枚の切妻板で、それぞれの上部は馬の頭部を象っている。向かって左は赤い鐘。向かって右は赤い熊の手。下部は銀のスピノサスモモの花。
この町の紋章は、赤と銀で彩色されている。紋章は4分割されている。上部の切妻板の馬の頭部はターケン、向かって左の鐘はレースム、向かって右の熊の手はクリューファースボルステル、下部のスピノサスモモの花はシュレーセルの各集落を象徴している。

## 経済と社会資本

### 交通
レースム町内をアウトバーンA1号線が通っている。

## 引用
1. ↑  Landesamt für Statistik Niedersachsen, LSN-Online Regionaldatenbank, Tabelle A100001G: Fortschreibung des Bevölkerungsstandes, Stand 31. Dezember 2023